# Antidesma brachybotrys
Antidesma brachybotrys är en emblikaväxtart som beskrevs av Airy Shaw. Antidesma brachybotrys ingår i släktet Antidesma och familjen emblikaväxter. Inga underarter finns listade i Catalogue of Life.